# Apostasia
Apostasia – rodzaj roślin jednoliściennych z rodziny storczykowatych (Orchidaceae), jeden z dwóch reprezentujących najstarszą filogenetycznie grupę w obrębie rodziny. Rodzaj obejmuje 8 gatunków naziemnych roślin występujących na obszarze od północno-wschodnich Indii, Nepalu i Bhutanu, po południe Japonii na północy oraz Nową Gwineę i północną Australię na południu i wschodzie.

## Morfologia
PokrójRośliny zielne, wyprostowane i nagie.
ŁodygaKłącze okryte łuskami. Łodyga prosta, dość szczupła, pojedyncza lub rozgałęziona, ulistniona.
KorzenieWyrastają z kłącza i częściowo mają charakter podporowy, czasem też są bulwiasto zgrubiałe.
LiścieSkupione u nasady łodygi lub równomiernie rozmieszczone. Ich blaszka liściowa jest składana i zazwyczaj podwinięta wzdłuż brzegów na szczycie przechodząc w rurowo zwinięty wąs. Blaszka liściowa u nasady zwęża się obejmując łodygę.
KwiatyZebrane w kwiatostan zwykle szczytowy, zwykle rozgałęziony, łukowato wygięty lub przewisający. Przysadki są zwykle drobne. Kwiaty wyprostowane (nie są przekręcone o 180° jak kwiaty większości storczykowatych), są niemal promieniste. Słupek z zalążnią trójkomorową, niezbyt różniącą się od szypułki kwiatowej. Szyjka słupka jest cylindryczna i zakończona główkowatym znamieniem. Listki okwiatu niemal niezróżnicowane, nieco mięsiste, barwy od białej do żółtej. Prętosłup prosty lub wygięty, z 2 płodnymi pręcikami, czasem z centralnym prątniczkiem. Główki pręcika obejmują słupek i składają się z dwóch pylników o równej, a czasem wyraźnie różnej długości. Nitki pręcików są zwykle krótkie i przylegające do słupka. Pyłek pozostaje luźny – nie jest skupiony w pyłkowiny.
OwoceTorebka wąskocylindryczna, płytko trójżebrowa. Dojrzałe nasiona są czarne, okryte twardą łupiną nasienną.

## Systematyka
Pozycja systematyczna według Angiosperm Phylogeny Website (aktualizowany system APG IV z 2016)
Jeden z dwóch rodzajów (siostrzanym jest Neuwiedia Blume) w podrodzinie Apostasioideae Horaninov, stanowiącej klad bazalny rodziny storczykowatych (Orchidaceae). Storczykowate są z kolei kladem bazalnym w rzędzie szparagowców (Asparagales) w obrębie jednoliściennych.
Wykaz gatunków
- Apostasia fogangica Y.Y.Yin, P.S.Zhong & Z.J.Liu
- Apostasia latifolia Rolfe
- Apostasia nuda R.Br.
- Apostasia odorata Blume
- Apostasia parvula Schltr.
- Apostasia ramifera S.C.Chen & K.Y.Lang
- Apostasia shenzhenica Z.J.Liu & L.J.Chen
- Apostasia wallichii R.Br.